# حارة باجدار (زنجبار)
باجدار هي إحدى أحياء مدينة زنجبار التابعة لمحافظة أبين، بلغ تعداد سكانها 3921 نسمة حسب تعداد اليمن لعام 2004.